# Isham
Isham – wieś w Anglii, w hrabstwie Northamptonshire, w dystrykcie (unitary authority) North Northamptonshire. Leży 19 km na północny wschód od miasta Northampton i 102 km na północny zachód od Londynu. Miejscowość liczy 743 mieszkańców.